# 7182 Robinvaughan
7182 Robinvaughan è un asteroide della fascia principale. Scoperto nel 1991, presenta un'orbita caratterizzata da un semiasse maggiore pari a 3,1412673 UA e da un'eccentricità di 0,1610648, inclinata di 14,27683° rispetto all'eclittica.
L'asteroide è dedicato alla statunitense Robin M. Vaughan, ingegnere spaziale che ha lavorato per le missioni Voyager 2, Galileo, Cassini, Mars Pathfinder e MESSENGER.